# Helmut Knocke
Helmut Knocke, né en 1953, est un historien de l'architecture et auteur de divers lexika.

## Biographie
Helmut Knocke étudie l'architecture avec une spécialisation en histoire du bâtiment à l'université Gottfried Wilhelm Leibniz de Hanovre et obtient son diplôme en 1983. Il travaille également aux archives de la ville de Hanovre, où il est particulièrement impliqué dans la recherche sur les domaines de Georg Ludwig Friedrich Laves et de Rudolf Hillebrecht (de), et participe à des projets de recherche à l' Institut für Bau- und Kunstgeschichte et de l'Université de Hanovre.

## Crédit d'auteurs
- (de) Cet article est partiellement ou en totalité issu de l’article de Wikipédia en allemand intitulé « Helmut Knocke » (voir la liste des auteurs).